# Fameck
Fameck è un comune francese di 12 360 abitanti situato nel dipartimento della Mosella nella regione del Grand Est. Fameck è gemellato con Raiano, paese abruzzese. Fameck è stato anche uno dei tanti paesi coinvolti nello scambio uomo-carbone attuato dal governo De Gasperi.

## Società

### Evoluzione demografica
Abitanti censiti